# Frederik Münter
Frederik Münter, född den 14 oktober 1761 i Gotha, död den 9 april 1830, var en dansk biskop, son till Balthasar Münter, bror till Frederikke Brun, svärfar till Jacob Peter Mynster.
Münter avlade 1781 teologie kandidatexamen i Köpenhamn och idkade 1784–1787 arkeologiska och språkliga studier i   Italien. Ett minne av hans vistelse där är Efterretninger om begge Sicilierne (1788–1790; svensk översättning).
Münter utnämndes 1787 till professor i teologi i Köpenhamn och tillträdde 1808 biskopsstolen i Själlands stift. På denna plats verkade han mycket för prästerskapets vetenskapliga bildning.
Han fick pastoralseminariet upprättat 1809, men var själv utpräglad rationalist och förblev en kammarlärd, främmande för livet omkring honom. Som författare var Münter dock synnerligen produktiv. Utöver nedanstående verk har han skrivit ett stort antal uppsatser i kyrkohistoria och fornkunskap.
Münter gjorde sig även förtjänt inom den nordiska arkeologin, bland annat genom sitt förslag (1806) om en kommission för nordiska fornsaker. Han skrev även en avhandling om Danmarks riddarordnar (1822).

## Bibliografi (i urval)

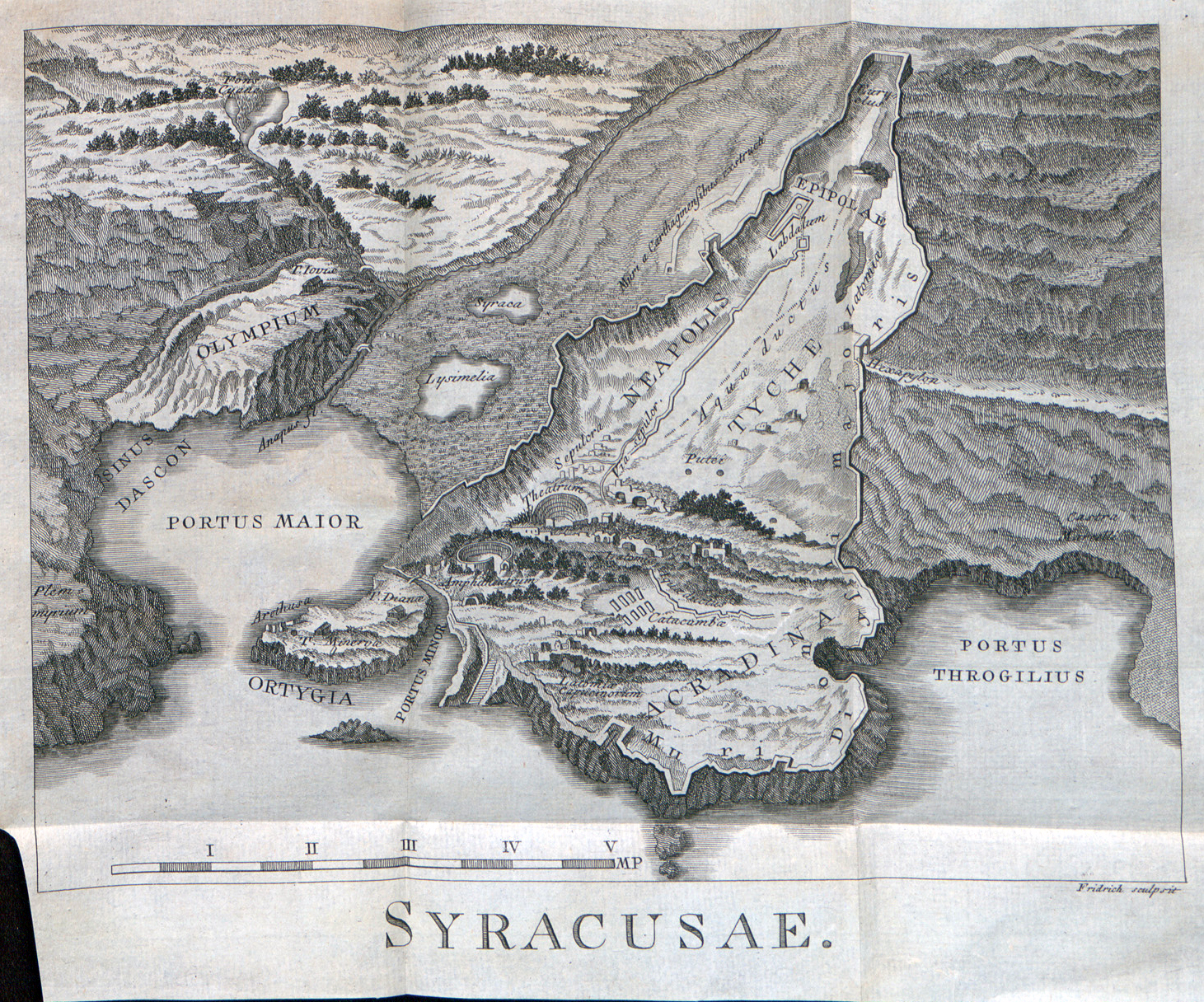
Syracusae, in Efterretninger om begge Sicilierne, 1790